# Graïba (délégation)
Graïba est une délégation tunisienne dépendant du gouvernorat de Sfax.
Créée en 1984, elle se divise en cinq imadas : El Chaal, El Hchichina Nord, El Hchichina Sud, El Manar et Graïba.
En 2004, elle compte 14 647 habitants dont 7 356 hommes et 7 291 femmes répartis dans 3 029 ménages et 3 236 logements.